# Commonwealth Games 2022/Teilnehmer (Niue)
Niue nahm mit 15 Athleten (10 Männer und fünf Frauen) an den Commonwealth Games 2022 teil. Es war die insgesamt sechste Teilnahme an den Commonwealth Games.
| Gelbes Symbol für Goldmedaillen mit stilisierten Olympischen Ringen | Graues Symbol für Silbermedaillen mit stilisierten Olympischen Ringen | Braundes Symbol für Bronzemedaillen mit stilisierten Olympischen Ringen |
| ------------------------------------------------------------------- | --------------------------------------------------------------------- | ----------------------------------------------------------------------- |
| —                                                                   | —                                                                     | 1                                                                       |

## Medaillen

### Medaillengewinner
| Name                     | Sportart | Wettkampf     |
| ------------------------ | -------- | ------------- |
| Bronze                   |          |               |
| Duken Tutakitoa-Williams | Boxen    | Schwergewicht |

## Teilnehmer nach Sportarten

### Bowls
Am 20. Juni 2022 wurden 10 Bowler nominiert. Darunter befindet sich Dalton Tagelagi, der während seiner Amtszeit als Premierminister von Niue teilnahm. Bereits 2014 und 2018 nahm er an den Commonwealth Games teil, damals im Amt des Infrastrukturministers bzw. im Amt des Ministers für Umwelt, Natürliche Ressourcen, Landwirtschaft, Forstwirtschaft und Fischerei.
| Athleten                                                          | Wettbewerb | Gruppenphase     | Gruppenphase     | Gruppenphase      | Gruppenphase     | Gruppenphase | Viertelfinale | Halbfinale    | Finale / Spiel um Platz 3 | Rang |
| Athleten                                                          | Wettbewerb | Spiel 1          | Spiel 2          | Spiel 3           | Spiel 4          | Rang         | Viertelfinale | Halbfinale    | Finale / Spiel um Platz 3 | Rang |
| ----------------------------------------------------------------- | ---------- | ---------------- | ---------------- | ----------------- | ---------------- | ------------ | ------------- | ------------- | ------------------------- | ---- |
| Männer                                                            |            |                  |                  |                   |                  |              |               |               |                           |      |
| Tukala Matua Tagelagi                                             | Einzel     | R. Bester 11:21  | R. Dixon 13:21   | D. Salmon 9:21    | G. Kelly 14:21   | 5            | ausgeschieden | ausgeschieden | ausgeschieden             | \|18 |
| Tukala Matua Tagelagi Dalton Tagelagi                             | Doppel     | Neuseeland 14:23 | Jersey 9:27      | Schottland 10:23  | Kanada 9:20      | 5            | ausgeschieden | ausgeschieden | ausgeschieden             | 18   |
| Norman Mitimeti Leslie Lagatule Kolonisi Polima                   | Trio       | Australien 7:29  | Jersey 9:26      | Cook-Inseln 17:24 | -                | 4            | ausgeschieden | ausgeschieden | ausgeschieden             | 16   |
| Norman Mitimeti Leslie Lagatule Kolonisi Polima Dalton Tagelagi   | Quartett   | Australien 8:18  | Nordirland 7:21  | Kanada 4:18       | -                | 4            | ausgeschieden | ausgeschieden | ausgeschieden             | 16   |
| Frauen                                                            |            |                  |                  |                   |                  |              |               |               |                           |      |
| Olivia Buckingham                                                 | Einzel     | S. Ahmad 7:21    | S. Lim 19:21     | K. Inch 10:21     | A. Pharaoh 16:21 | 5            | ausgeschieden | ausgeschieden | ausgeschieden             | 18   |
| Hina Rereiti Olivia Buckingham                                    | Doppel     | Südafrika 9:26   | Indien 6:23      | Neuseeland 16:19  | -                | 4            | ausgeschieden | ausgeschieden | ausgeschieden             | 17   |
| Selasiosiana Simpson Liline Hewett Tagaloa Tukuitoga              | Trio       | England 12:26    | Neuseeland 10:31 | Indien 7:28       | -                | 4            | ausgeschieden | ausgeschieden | ausgeschieden             | 17   |
| Selasiosiana Simpson Tagaloa Tukuitoga Liline Hewett Hina Rereiti | Quartett   | Südafrika 7:24   | Neuseeland 3:29  | Wales 6:28        | -                | 4            | ausgeschieden | ausgeschieden | ausgeschieden             | 16   |

### Boxen
| Athleten                 | Wettbewerb        | 1. Runde   | 1. Runde                    | Achtelfinale  | Achtelfinale  | Viertelfinale | Viertelfinale | Halbfinale            | Halbfinale    | Finale        | Finale        | Rang   |
| Athleten                 | Wettbewerb        | Gegner     | Ergebnis                    | Gegner        | Ergebnis      | Gegner        | Ergebnis      | Gegner                | Ergebnis      | Gegner        | Ergebnis      | Rang   |
| ------------------------ | ----------------- | ---------- | --------------------------- | ------------- | ------------- | ------------- | ------------- | --------------------- | ------------- | ------------- | ------------- | ------ |
| Männer                   |                   |            |                             |               |               |               |               |                       |               |               |               |        |
| De Niro Pao              | Halbweltergewicht | W. Sanford | RSC (referee stops contest) | ausgeschieden | ausgeschieden | ausgeschieden | ausgeschieden | ausgeschieden         | ausgeschieden | ausgeschieden | ausgeschieden | 17     |
| Xavier Mata'afa-Ikinofo  | Weltergewicht     | Freilos    | Freilos                     | J. Onana Ngah | 4:1           | R. Tokas      | 0:5           | ausgeschieden         | ausgeschieden | ausgeschieden | ausgeschieden | 5      |
| Travis Tapatuetoa        | Halbschwergewicht | -          | -                           | A. Kumar      | 0:5           | ausgeschieden | ausgeschieden | ausgeschieden         | ausgeschieden | ausgeschieden | ausgeschieden | 9      |
| Duken Tutakitoa-Williams | Schwergewicht     | -          | -                           | Freilos       | Freilos       | M. Schuster   | RSC           | A. Plodzicki-Faoagali | 0:5           | ausgeschieden | ausgeschieden | Bronze |

### Gewichtheben
| Athleten         | Wettbewerb                  | Reißen  | Reißen | Stoßen  | Stoßen | Zweikampf | Zweikampf | Rang |
| Athleten         | Wettbewerb                  | Gewicht | Rang   | Gewicht | Rang   | Gewicht   | Rang      | Rang |
| ---------------- | --------------------------- | ------- | ------ | ------- | ------ | --------- | --------- | ---- |
| Giovanni Toimata | Superschwergewicht + 109 kg | DNS     | DNS    | DNS     | DNS    | DNS       | DNS       | DNS  |